# Dracula contro Frankenstein (film 1972)
Dracula contro Frankenstein (Drácula contra Frankenstein) è un film del 1972 diretto da Jesús Franco.

## Trama
Il conte Dracula vuole più sangue e riesce ad averlo facendo un patto con il dottor Frankenstein: di tenere a bada il suo esperimento, ovvero la bestia. Il conte, però, affascinato dal mostro, lo vuole per sé e ucciderà chiunque lo voglia fermare.

## Produzione
Il film è una coproduzione internazionale fra quattro paesi, ma basata soprattutto su capitali spagnoli e francesi. È il secondo film che il regista spagnolo dedicò al personaggio di Dracula. Il primo, girato nel 1969, era stato Il conte Dracula con Christopher Lee, film estremamente fedele al romanzo di Bram Stoker di cui Franco non fu mai del tutto soddisfatto.
Fu così che due anni più tardi decise di riportare il celebre vampiro sullo schermo in una chiave più personale, affidando il ruolo di protagonista al suo grande amico Howard Vernon e creando una bizzarra commistione tra i due soggetti classici della letteratura e del cinema horror legati ai personaggi di Dracula e del dottor Frankenstein. Il punto di riferimento stilistico è il cinema espressionista tedesco e il rimando all'era del muto è così diretto che tutto il dialogo era contenuto in un solo foglio e in particolare durante la prima mezz'ora non ascoltiamo una sola parola.
Girato a Murcia, Alicante, Lisbona, Parigi e all'Estoril, per la colonna sonora Franco riutilizzò parte della musica composta da Bruno Nicolai per Il conte Dracula e Justine, ovvero le disavventure della virtù (il tema del Marchese de Sade).

## Distribuzione

### Versioni
Secondo i dati ufficiali della Filmoteca Española, in Spagna Drácula contra Frankenstein, distribuito da Chamartin, fu visto da 583.617 spettatori.
Ben poco si sa invece della versione francese, correttamente intitolata Dracula prisonnier de Frankenstein (nel film il celebre vampiro è infatti presentato come una delle creature dello scienziato, con il quale non entra mai in conflitto). È d'altronde molto probabile, considerando il target del produttore francese Robert de Nesle, che questa versione includesse scene alternative di nudo, di cui resta traccia in una foto di scena che ritrae Anne Libert. Le vicissitudini degli eredi De Nesle non hanno finora consentito di sciogliere il mistero. Da una locandina pubblicata da Alain Petit nei suoi Manacoa Files sappiamo che in Francia il film fu distribuito dalla Cocinor.
Di una versione distribuita in Italia, col titolo Dracula contro Frankenstein, si trova notizia in Obsession - The Films of Jess Franco.

### Titoli alternativi
- El Doctor Frankenstein contra Dracula (titolo usato durante il rodaggio)
- Die Nacht der offenen Särge (Germania)
- The Screaming Dead (USA, videocassetta)

### Edizioni in DVD
Il film è uscito in DVD prima in Spagna (Divisa Ediciones) con il titolo Drácula contra Frankenstein, poi negli Stati Uniti (Image Entertainment) nel 2005 con il titolo Dracula, Prisoner of Frankenstein, poi con lo stesso titolo in Gran Bretagna (Tartan Video), infine in Italia (Mosaico Video) con il titolo Dracula contro Frankenstein. Le edizioni inglese e americana sono sottotitolate in inglese.
La qualità dell'immagine non si discosta da quella delle vecchie edizioni in VHS.